# Ilham Kadri

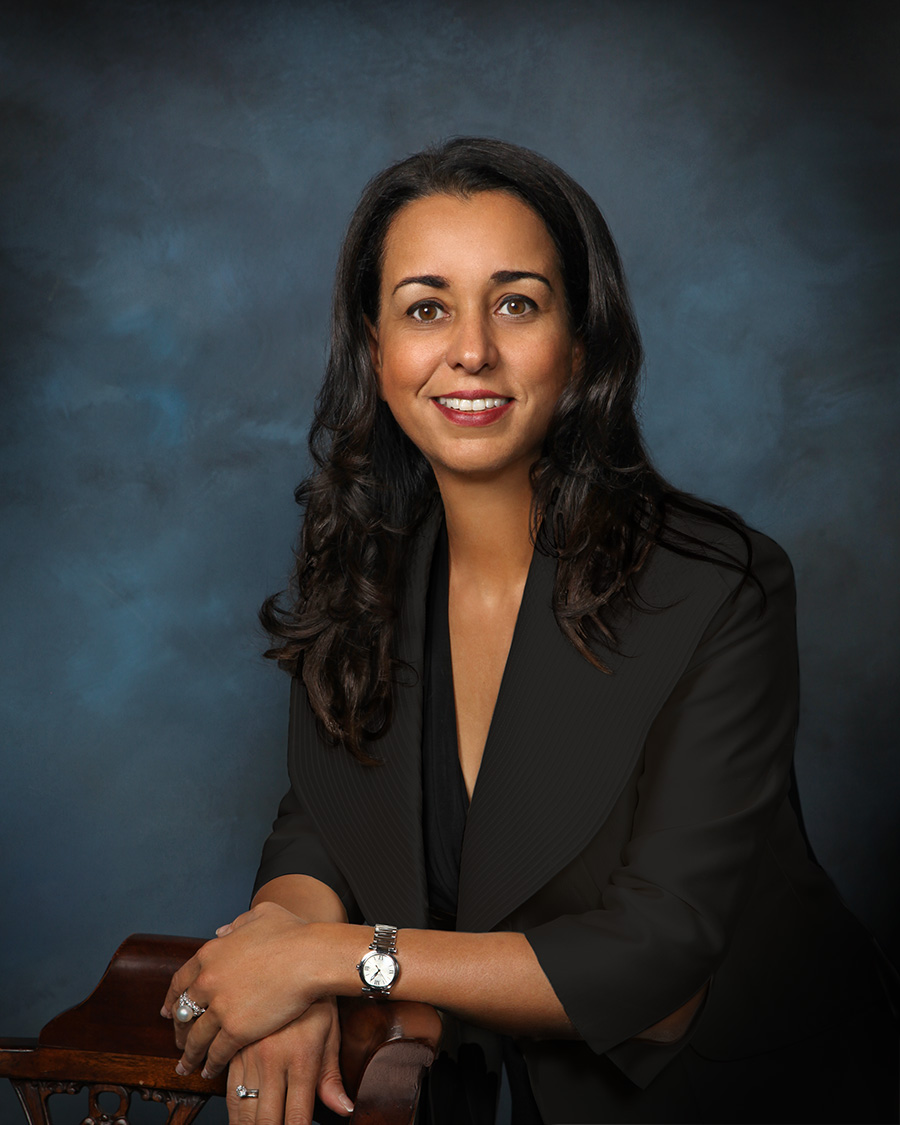
Ilham Kadri (2015)

Ilham Kadri (arabisch إلهام قدري, DMG Ilhām Qadrī; * 14. Februar 1969 in Casablanca) ist eine französisch-marokkanische Chemikerin und Managerin. Von 2019 bis 2023 war sie CEO, Vorsitzende der Konzernleitung und Mitglied des Verwaltungsrats des belgischen Unternehmens Solvay. Seit der von ihr betriebenen Aufspaltung der Firma ist sie CEO der neu entstandenen Firma Syensqo.
Die Humanistin Ilham Kadri setzt sich für die Alphabetisierung von Frauen ein, unterstützt Mädchen und Frauen in MINT-Fächer und glaubt fest an Meritokratie und Mentoring. Sie ist eine leidenschaftliche Förderin der Nachhaltigkeit, einer Kultur der Integration und Vielfalt und eines klaren Unternehmenszwecks, in der Überzeugung, dass all diese Elemente entscheidend zu Wachstum und Wohlstand beitragen.

## Leben
Kadri ist als Tochter einer französischen Mutter und eines marokkanischen Vaters in Casablanca geboren und aufgewachsen. Sie wurde von ihrer Großmutter erzogen, die sie zu einer Ausbildung drängte. Sie studierte Ingenieurwesen an der ECPM Straßburg (ehemals École des Hauts Polymères de Strasbourg) mit den Schwerpunkten Polymerphysik und Chemie. Kadri erhielt 1997 ihren Doktorgrad in makromolekularer physikalischer Chemie.
1997 kam Kadri als Managerin für Entwicklung und technischen Service zu Royal Dutch Shell in Belgien – wo sie zu einem Team gehörte, das einen synthetischen Flaschenverschluss aus einem geschäumten thermoplastischen Elastomer erfand, um die Ausbreitung von Pilzen und Bakterien vom Korkstopfen auf gelagerte Flüssigkeiten zu verhindern.
Dies führte zu einer Position bei LyondellBasell in Frankreich, wo sie im Vertrieb und im globalen Key Account Management tätig war. Während ihrer Zeit in dieser Funktion verhandelte Kadri große Automobilverträge, insbesondere in Frankreich, Lateinamerika und Japan.
Im Jahr 2002 übernahm Kadri eine Rolle im Produktmanagement und Marketing bei UCB in Belgien. Sie war mitverantwortlich für die Schaffung der Abteilung Innovationsprozesse und kam nach der Veräußerung des Chemiegeschäfts zu Cytec.
Ab 2005 kam Kadri zur Huntsman Corporation als Marketing-Direktorin des globalen Epoxid-Geschäfts, das an Private Equity veräußert wurde.
Im Jahr 2007 übernahm Kadri die Position der Marketingdirektorin bei Rohm and Haas in den Bereichen Farben, Beschichtungen und Bauwesen; sie blieb dem Unternehmen bis zu seiner Übernahme durch die Dow Chemical Company im Jahr 2009 treu. Danach wurde sie General Manager Middle East and Africa (MEA) für den gesamten Geschäftsbereich Advanced Materials und Commercial Director EMEA für Dow Water and Process Solutions, wo sie an der Erweiterung der Unternehmensinfrastruktur und der Einführung einer umweltfreundlichen nachgelagerten Produktion in der Region arbeitete.

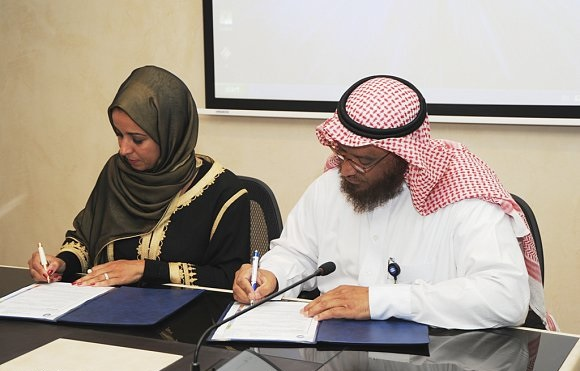
Ilham Kadri unterzeichnet den Vertrag für die erste Membran-Entsalzungsanlage im Königreich Saudi-Arabien

Ein großer Erfolg für Kadri bei Dow Chemical war die Aushandlung und der Baubeginn der ersten Umkehrosmose-Membranproduktion (RO) zur Meerwasserentsalzung in Saudi-Arabien.
Ab 2013 war Kadri als Senior Vice President und Officer für die Sealed Air Corporation tätig und übernahm die Leitung des Hygiene- und Reinigungsgeschäfts des Unternehmens, Diversey Care. Dort wurde sie mit dem Turnaround von sinkenden Umsätzen und Gewinnen beauftragt, wobei sie die Reformen des Servicebereichs leitete.
Sie war auch eine Schlüsselfigur in Diversey Care, die sich auf eine Strategie der technologischen Innovation konzentrierte. Dazu gehören die Einführung der ersten globalen Palette kommerzieller Reinigungsroboter in den USA und Europa sowie eine digitale Plattform für das Management der Lebensmittelsicherheit, die Unternehmen bei der Einhaltung von Vorschriften in der Lebensmittelindustrie unterstützt. Ursprünglich in den Niederlanden ansässig, zog Kadri bei der Eröffnung im Jahr 2015 in die neue Unternehmenszentrale von Sealed Air in Charlotte, North Carolina, um.
Anfang 2016 wurde Kadri zum Digital Leader von Sealed Air ernannt und war für die Integration des Internet der Dinge (IoT) im gesamten Unternehmen verantwortlich – mit Schwerpunkt auf der digitalen Architektur des IS, der Übernahme externer Ökosysteme, der digitalen Monetarisierung und der Robotik.
Im Jahr 2017 wurde Kadri im Zuge der Übernahme von Diversey durch Bain Capital zum President & CEO von Diversey ernannt.
Ilham Kadri wurde im März 2019 CEO von Solvay. Sie betrieb dort die Transformation der Firma in Richtung Nachhaltigkeit, die zur Abspaltung der von neuen Firma Syensqo führte, die von ihr als CEO geleitet wird, während die klassische Chemieproduktion unter dem bisherigen Namen Solvay weiter besteht.
2022 wurde sie zum Mitglied der Académie royale des Sciences, des Lettres et des Beaux-Arts de Belgique gewählt.

## Mitgliedschaften

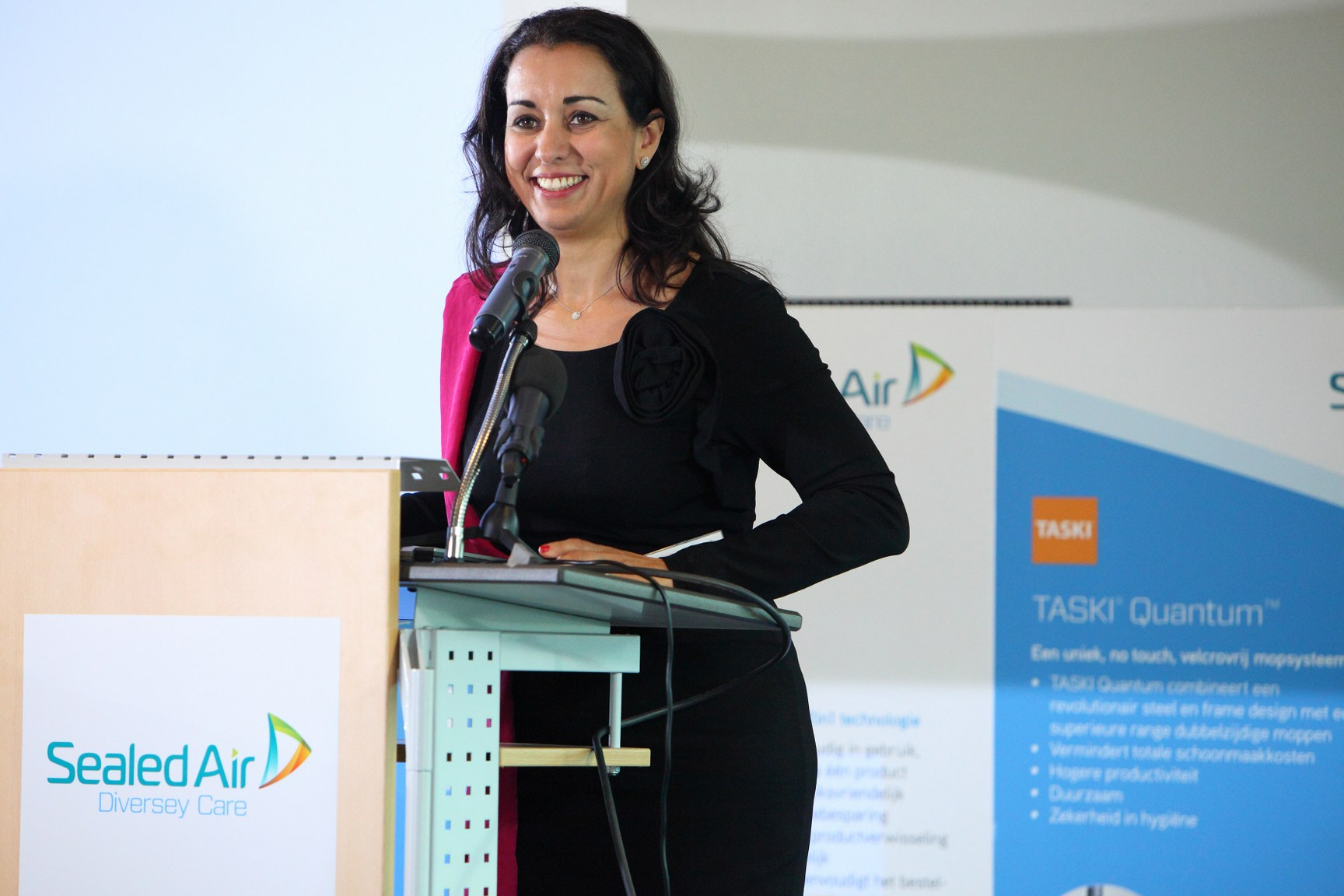
Ilham Kadri (2014)

- Sie ist ein nicht geschäftsführender Direktor und Mitglied des Prüfungsausschusses der A. O. Smith Corporation.
- Sie wurde im Oktober 2019 Mitglied des Exekutivausschusses des World Business Council for Sustainable Development (WBCSD).
- Sie ist die Gründerin und emeritierte Vorsitzende des IVSS-Hygieia-Netzwerks, das sie und andere weibliche Führungskräfte der Reinigungsbranche 2014 gegründet haben. Diese gemeinnützige internationale Organisation hat sich verpflichtet, Frauen aller Ebenen und mit Erfahrung in der globalen Reinigungsindustrie fortlaufende Ausbildung, Vernetzungsmöglichkeiten, berufliche Entwicklung und Anerkennung zu bieten.
- Sie ist ein Beiratsmitglied von Leading Executives Advancing Diversity (LEAD) in Europa für den Einzelhandel.

## Auszeichnungen und Ehrungen
Kadri wurde 2016 mit dem Charlotte Business Journal Women in Business Award ausgezeichnet.
Im Jahr 2016 gewann sie vier Auszeichnungen bei den 14. jährlichen Stevie Awards for Women in Business. Zu ihren Auszeichnungen 2017 gehörten Gold für die Frau des Jahres (Industrie), Silber für Women Helping Women (Business), Silber für die weibliche Führungskraft des Jahres (Business Products – mehr als 2.500 Mitarbeiter) und Bronze für die Maverick of the Year.
Sie gewann auch zwei Women World Awards im Jahr 2017: Gold für die Kategorie Women Helping Women und Bronze für die weibliche Führungskraft des Jahres.
In Frankreich wurde sie mit dem Prix Femmes d'Influence 2019 in der Kategorie Wirtschaft ausgezeichnet.
Ilham Kadri wurde 2019 auf der Liste der mächtigsten Frauen im Geschäftsleben – International des Magazins Fortune aufgeführt und kam auf Platz 21 als eine von zehn Neuankömmlingen.